# Macon County (Georgia)
Macon County is een county in de Amerikaanse staat Georgia.
De county heeft een landoppervlakte van 1.044 km² en telt 14.074 inwoners (volkstelling 2000). De hoofdplaats is Oglethorpe.